# Sphaerodactylus celicara
Espèce
Sphaerodactylus celicara est une espèce de geckos de la famille des Sphaerodactylidae.

## Répartition
Cette espèce est endémique de Cuba.

## Publication originale
- Garrido & Schwartz, 1982 : A new species of Sphaerodactylus (Reptilia: Sauria: Gekkonidae) from eastern Cuba. Proceedings of the Biological Society of Washington, vol. 95, p. 392-397 (texte intégral).